# Phyllolobium camptodontum
Phyllolobium camptodontum là một loài thực vật có hoa trong họ Đậu. Loài này được (Franch.) M.L. Zhang & Podl. mô tả khoa học đầu tiên năm 2006.